# Chrysobothris
Chrysobothris è un genere di coleotteri della famiglia Buprestidae, di cui fanno parte almeno 690 specie.